# Геннадій Матюковський
Матюковський Геннадій Іванович (14 лютого 1926 Кулікали, Козьмодем'янський кантон, Марійська автономна область — 22 грудень 1994, Йошкар-Ола, Республіка Марій Ел) — Горномарійський радянський поет, прозаїк, перекладач, журналіст. Голова Спілки письменників Марійської АРСР. Народний поет Марійської АРСР (1980). Заслужений працівник культури РРФСР (1986). Учасник війни з Японією (1945).
Народився в селянській родині.
У 1942—1943 роках навчався в МДПІ ім. Н. К. Крупської. З 2 курсу призваний в Червону Армію. Служив на Далекому Сході, учасник війни з Японією.
Закінчивши педінститут після війни, в 1949—1950 роках працював науковим співробітником Марійського НДІ. У 1950—1953 роках був секретарем Спілки письменників Марійській АРСР. У 1953—1965 роках працював співробітником редакцій газет «Марій комуна», «Марійська правда».
У 1965—1967 роках навчався на Вищих літературних курсах Спілки письменників СРСР при Літературному інституті ім. М. Горького в Москві.
У 1968—1973 роках — голова правління марійської Спілки письменників. У 1973—1974 роках — головний редактор журналу «Пачемиш» («Оса»). У 1974—1986 роках аж до виходу на пенсію — письменник-професіонал.
Автор понад 20 книг прози і поезії (книга віршів і поем «Ида вашталте шÿмым» («Не пересаджуйте серця мені»)), поеми «Кым эргы» («Три поета»), роману у віршах «Сынгымäшын корны дон» («Переможною дорогою») та ін.).
Відомий як один з авторів (разом з Й. Осміном і М. Якимовим) лібрето опери «Акпатир» композитора Е. Сапаєва за однойменною драмою С. Чавайна (1963).
Перекладач епосу «Калевала», роману у віршах О. С. Пушкіна «Євгеній Онєгін». Його твори перекладалися російською, білоруською, мордовською, удмуртською, фінською, естонською, угорською, татарською, узбецькою, киргизькою, бурятською та іншими мовами.